# Route 6 (Uruguay)
Pour les articles homonymes, voir Route 6.
La route 6 (espagnol : ruta 6) est l'une des routes nationales de l'Uruguay. Elle traverse le pays du sud au nord, reliant la ville de Montevideo à la frontière entre l'Uruguay et le Brésil dans la zone connue sous le nom de Paso Real de San Luis dans le département de Rivera, et traverse les départements de Montevideo, Canelones, Florida, Durazno, Cerro Largo, Tacuarembó, Rivera. Il a été désigné sous le nom de « Joaquín Suárez », par la loi 15214 du 16 novembre 1981.

## Parcours
Son parcours est de 450 km de long. Le long de son parcours, elle traverse les départements de Montevideo, Canelones, Florida, Durazno, Cerro Largo, Tacuarembó, Rivera. À 329 km, à la frontière entre les départements de Durazno et Tacuarembó, la route rencontre le río Negro, où elle a été interrompue jusqu'en 1985. Pour traverser la rivière, il était nécessaire de le faire à travers un radeau, dans la zone connue sous le nom de Paso Pereira. Pour y accéder, il faut dévier de la route elle-même par des routes départementales.